# Episodi di Flight
La prima e unica stagione della serie televisiva Flight è andata in onda negli Stati Uniti dal 4 novembre 1958 al 1959 in syndication.
| nº | Titolo originale     | Prima TV USA     |
| -- | -------------------- | ---------------- |
| 1  | Parachute Jump       | 4 novembre 1958  |
| 2  | Typhoon Chasers      | ?                |
| 3  | Experiment Oxygen    | 1958             |
| 4  | Flight Surgeon       | 1958             |
| 5  | Escape               | ?                |
| 6  | Sky Hook             | 1958             |
| 7  | Red China Rescue     | ?                |
| 8  | Bombs in the Belfry  | ?                |
| 9  | The Hard Way         | ?                |
| 10 | The Dart             | 11 novembre 1958 |
| 11 | Window in the Sky    | ?                |
| 12 | The Derelict         | ?                |
| 13 | The Minefield        | ?                |
| 14 | Skyfighters          | ?                |
| 15 | Crash Investigation  | ?                |
| 16 | Havana Run           | ?                |
| 17 | Final Approach       | 11 novembre 1958 |
| 18 | Texas Fliers         | ?                |
| 19 | Japanese Code        | ?                |
| 20 | Flight Plan          | ?                |
| 21 | Master Sergeant      | ?                |
| 22 | The Snark            | ?                |
| 23 | Border Incident      | ?                |
| 24 | Operation Angel      | ?                |
| 25 | Submarine Patrol     | ?                |
| 26 | Decision             | ?                |
| 27 | Destination Normandy | ?                |
| 28 | Story of a General   | 1958             |
| 29 | Eye for Victory      | ?                |
| 30 | Enemy Agent          | ?                |
| 31 | Show of Force        | ?                |
| 32 | Vertijet             | ?                |
| 33 | Chopper Four         | 1959             |
| 34 | Three Men            | ?                |
| 35 | Mercy Commando       | ?                |
| 36 | The Chaplin Story    | 1959             |
| 37 | Survival             | ?                |
| 38 | Outpost in Space     | ?                |

## Parachute Jump
- Prima televisiva: 4 novembre 1958

### Trama
- Guest star: Richard Saxe (maggiore Richard Saxe), Carl Sidders (capitano Charles Sidders), Bruce Underhill, Richard Jaeckel, Carl Brian (sergente Carl Brian), Alan Dexter, Dick Dial, Dick Elmore, William Forrest, Guy Way

## Typhoon Chasers
- Prima televisiva: ?

### Trama
- Guest star: William Phipps, Wesley Lau, Tom Brown, Joe Flynn, Bobs Watson

## Experiment Oxygen
- Prima televisiva: 1958

### Trama
- Guest star: Robert Wark, Michael Miller, Barry Atwater, Jimmy Baird, Jim Bridges, John Bryant, Cathy Downs, Henry Hunter, Lee Warren

## Flight Surgeon
- Prima televisiva: 1958

### Trama
- Guest star: Simon Scott, Bing Russell, Barry Cahill, Robert Chapman, Richard Davies, Myrna Fahey, Peter Hansen, Buck Young

## Escape
- Prima televisiva: ?

### Trama
- Guest star: Edward Platt, Joel Marston, Armand Alzamora, Paul Burke, Richard Crane, Ken Wales

## Sky Hook
- Prima televisiva: 1958

### Trama
- Guest star: Charles Schaeffer, Paul Picerni, Robert Carricart, Gene Coogan, Douglas Dick, Louis Jean Heydt, Sydney Smith

## Red China Rescue
- Prima televisiva: ?

### Trama
- Guest star: George Pelling, Robert McQueeney, Steve Brodie, Robert Dix, Anthony Eisley, Louise Fletcher, Rance Howard, Harlan Warde

## Bombs in the Belfry
- Prima televisiva: ?

### Trama
- Guest star: Walter Reed, Anna Navarro, Luis Alvarez, Brett Halsey, Dickie Jones, Robert Knapp, Alan Wells

## The Hard Way
- Prima televisiva: ?

### Trama
- Guest star: Lee Roberts, Robert Nichols, Joel Ashley, Ron Foster, Tom Laughlin, Brad Trumbull

## The Dart
- Prima televisiva: 11 novembre 1958

### Trama
- Guest star: Herbert Rudley, Mike Road, Robert Anderson, Charles Carpenter, Wesley Lau, Bek Nelson, Jim Smith

## Window in the Sky
- Prima televisiva: ?

### Trama
- Guest star: Larry Kerr, L.Q. Jones, John Close, Alan Dexter, James Drury, Robert Ellis, Joe Flynn, Toni Gerry, Michael Hemingway, William Pullen

## The Derelict
- Prima televisiva: ?

### Trama
- Guest star: Ed Perry, Ray Montgomery, William Cassidy, Robert Christopher, Christopher Dark, Steve Ihnat, Patrick Waltz

## The Minefield
- Prima televisiva: ?

### Trama
- Guest star: William Phipps, Russell Johnson, Dan Barton, Chris Warfield

## Skyfighters
- Prima televisiva: ?

### Trama
- Guest star: Lisa Gaye

## Crash Investigation
- Prima televisiva: ?

### Trama
- Guest star: James Parnell, Earl Parker, John Eldredge, Sue England, Robert Gist, Arthur Hanson, Robert Karnes, Grant Withers

## Havana Run
- Prima televisiva: ?

### Trama
- Guest star: John Close (M / Sgt. S. Fisher), Thomas Coley (maggiore T. Baker), James Parnell (maggiore A. Beecham), Lewis Martin (colonnello B. Timmons), William Joyce (maggiore Bob Walsh), Anna-Lisa (Roley), Than Wyenn (colonnello J. Montoya), Patricia Michon (Poochie Punchero)

## Final Approach
- Prima televisiva: 11 novembre 1958

### Trama
- Guest star: James Parnell, Ed Nelson, Norman Alden, Anne Anderson, David Cross, Ross Elliott, Bill Erwin, Terry Frost, Max Mellinger, Jimmy Murphy, Don Nagel, Irene Vernon

## Texas Fliers
- Prima televisiva: ?

### Trama
- Guest star: William Swan, Scott Marlowe, Claudia Barrett, Richard Carlyle, James Douglas, Charles Tannen

## Japanese Code
- Prima televisiva: ?

### Trama
- Guest star: James Seay, Simon Scott, Richard Crane, Joseph Holland, Ben Morris, Mort Thompson

## Flight Plan
- Prima televisiva: ?

### Trama
- Guest star: Leonard Graves (Rip-Rap / G.C.I. Operator), Leon Tyler (sergente McDill), Robert Sherman (NCO at Dosset), Frankie Ray (Shreveport Operator), Liam Sullivan (capitano Scott Williams), Ray Montgomery (maggiore Robertson), William Hudson (capitano Cannon Weather), Walter Kelley (tenente Cartwright), Brad Trumbull (maggiore Aaron), Jack Wagner (GCA Shack Operator)

## Master Sergeant
- Prima televisiva: ?

### Trama
- Guest star: Ken Wales, Amzie Strickland, Don Eitner, Eric Fleming, Tom Irish, Patrick McVey, Burt Reynolds, Bobs Watson

## The Snark
- Prima televisiva: ?

### Trama
- Guest star: William Lundmark, Warner Jones, William Bryant, Chris Drake, Robert Gist, Clark Howat, Robert Richards

## Border Incident
- Prima televisiva: ?

### Trama
- Guest star: Kimo Mahi, Conrad Maga, Robert Cabal, Clark Howat, Eugene Iglesias, Ed Kemmer, George Sawaya

## Operation Angel
- Prima televisiva: ?

### Trama
- Guest star: Nancy Hadley, Stanley Clements, Jim Bannon, Robert Brubaker, James T. Callahan, John Pickard

## Submarine Patrol
- Prima televisiva: ?

### Trama
- Guest star: Kay Stewart, Olan Soule, Larry J. Blake, Francis De Sales, Jess Kirkpatrick, Norman Leavitt, Lyle Talbot

## Decision
- Prima televisiva: ?

### Trama
- Guest star: Herbert Rudley, Alvy Moore, Ashley Cowan, James Hong, Robin Hughes, Nelson Leigh, Joseph Sargent

## Destination Normandy
- Prima televisiva: ?

### Trama
- Guest star: William Phipps, Wesley Lau, Tom Brown, Joe Flynn, Bobs Watson

## Story of a General
- Prima televisiva: 1958

### Trama
- Guest star:

## Eye for Victory
- Prima televisiva: ?

### Trama
- Guest star: Larry Thor, Burt Reynolds, Robert Anderson, Clifford Kawada, Bob Kino, Rollin Moriyama, Al Toigo (soldato), Johnny Western

## Enemy Agent
- Prima televisiva: ?

### Trama
- Guest star: Walter Reed, Barney Phillips, Gene Coogan, Arthur Hanson, John Hubbard, Douglas Kennedy, Ray Lennert, Peggy Ann Taylor

## Show of Force
- Prima televisiva: ?

### Trama
- Guest star: Sally Todd, Gene Roth, Norman Alden, Christopher Dark, Ron Hagerthy, Robert Karnes, Douglas Kennedy, Mike Miller, Addison Richards, Jim Jacobs (German Pilot)

## Vertijet
- Prima televisiva: ?

### Trama
- Guest star: Dub Taylor, Vance Skarstedt, John Agar, Maureen Arthur, Robert Hinkle, Whitey Hughes, Rachel Romen, Alan Thomason

## Chopper Four
- Prima televisiva: 1959

### Trama
- Guest star: Hugh Sanders, Robert Nash, Joseph Breen, Wally Cassell, Forrest Compton, Joe Conley, Edward Faulkner, Robert Knapp, William Lundmark, Renny McEvoy, Patrick Waltz

## Three Men
- Prima televisiva: ?

### Trama
- Guest star: Carol Leigh, Jimmy Hayes, Peter Bourne, Forrest Compton, John Conwell, Mason Alan Dinehart, Robert Fallon, Ron Foster, Ingrid Goude, John Pickard

## Mercy Commando
- Prima televisiva: ?

### Trama
- Guest star: Jacqueline Scott, Scott Peters, Lynette Bernay, Sid Bowe, Brian Kelly, Larry Thor

## The Chaplin Story
- Prima televisiva: 1959

### Trama
- Guest star: Harvey Stephens, John Pickard, Danny Chang, Forrest Compton, John Dennis, Mason Alan Dinehart, Chester Gan, Carol Leigh, Rollin Moriyama, Marshall Thompson

## Survival
- Prima televisiva: ?

### Trama
- Guest star: John Pickard, Jimmy Hayes, Forrest Compton, Mason Alan Dinehart, Robert Fallon, Ron Foster, Marshall Thompson

## Outpost in Space
- Prima televisiva: ?

### Trama
- Guest star: Frankie Ray, Robert McQueeney, Ila Britton, James T. Callahan, Robert Fuller, Robert Gist, Ron Hagerthy, Theodore Marcuse, Robert Sherman